# 절대적 손실 가치
절대적 손실 가치란 손실의 작은 의미로, 손익분기점보다 총 매출액이 클 경우 발생되는 손실에 대한 가치이다. 이는 다른 손실과 비교되지 않으며, 절대적인 수치를 가진다. 예를 들어, 가계부를 작성할 때, 가정의 총 수입에서 총 지출액을 뺀 금액이 음수가 나올 경우, 이를 적자라고 하며, 이것이 절대적 손실 가치이다. 하지만, 이 절대적 손실 가치는 기회비용과 같은 미정 가치를 따지지 않는다. 다시 말해, 경제 활동을 하면서 발생한 지출의 합산, 즉 총 지출액으로만 따져서 가치를 계산한다.

절대적 손실 가치를 기업의 입장에서 해석하자면 다음과 같다. 기업이 제품을 생산하기 위해 투자한 초기 비용보다 총 매출액이 적을 경우 적자로 판단한다. 하지만 이를 상대적 손실 가치로 해석한다면 흑자로 판단될 수도 있다.

현재 경제학에서 손실을 판단할 때에는 절대적 손실 가치보다는 상대적 손실 가치로 판단한다. 하지만 실제로 현재 우리 삶에 관여하는 실질적 손실은 절대적 손실 가치와 관련이 있다.
예를 들어, 대부분의 경제적으로 여유가 있는 가정에서는 최소 손실을 고려할 때 상대적 손실 가치의 관점에서는 모든 미정 가치를 따지지만, 그렇지 않은 경우에는 절대적 손실 가치만으로 손실을 발생시키는 경우가 있다. (물론 전부 그런 것은 아니다.)

## 같이 보기
- 손실
- 상대적 손실 가치